# Het Cultuurfonds

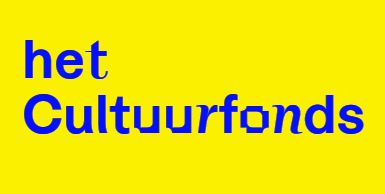

Het Cultuurfonds (bis 2023: Prins Bernhard Cultuurfonds, bis 1999: Prins Bernhardfonds), auch bekannt als der Anjerfonds  (Nelkenfonds), unterstützt Projekte auf dem Gebiet von Kultur und Naturschutz in den Niederlanden durch finanzielle Beiträge, Aufträge, Preise und Stipendien.

## Geschichte
Der Cultuurfonds wurde am 10. August 1940 in London unter dem Namen Spitfire Fund eingerichtet. Ziel war es, Gelder für den Ankauf von militärischen Gütern bereitzustellen; namensgebend dürfte das britische Jagdflugzeug Supermarine Spitfire gewesen sein, wofür die Gelder ebenfalls verwandt worden sind. Die Mittel für die Einrichtung dieses Fonds – im Verlaufe des Krieges zusammen über 20 Millionen Gulden (dies entspräche einer heutigen Kaufkraft von über 310 Millionen Euro) – stammten aus Spendenaktionen der niederländischen Bevölkerung in Niederländisch-Ostindien, den Antillen und Suriname. Der Fonds stand von Beginn an unter der Schirmherrschaft Prinz Bernhards. Nach dem Krieg wurde die Aufgabenstellung des Fonds neu ausgerichtet auf „Förderung der geistigen Widerstandsbereitschaft durch kulturelle Ertüchtigung“ (orig.: „de bevordering van de geestelijke weerbaarheid door middel van culturele zelfwerkzaamheid“) und der Name auf den Patron geändert; 1999 angepasst auf Prins Bernhard Cultuurfonds.
Die aktuelle Namensänderung auf Het Cultuurfonds erfolgte am 7. November 2023. Hiermit wurde der Tatsache Rechnung getragen, dass die von Prinz Bernhard stets bestrittene Mitgliedschaft in der NSDAP durch einen von einem Historiker 2023 in seinem Nachlass gefundenen Parteiausweis gleichwohl belegt werden konnte.

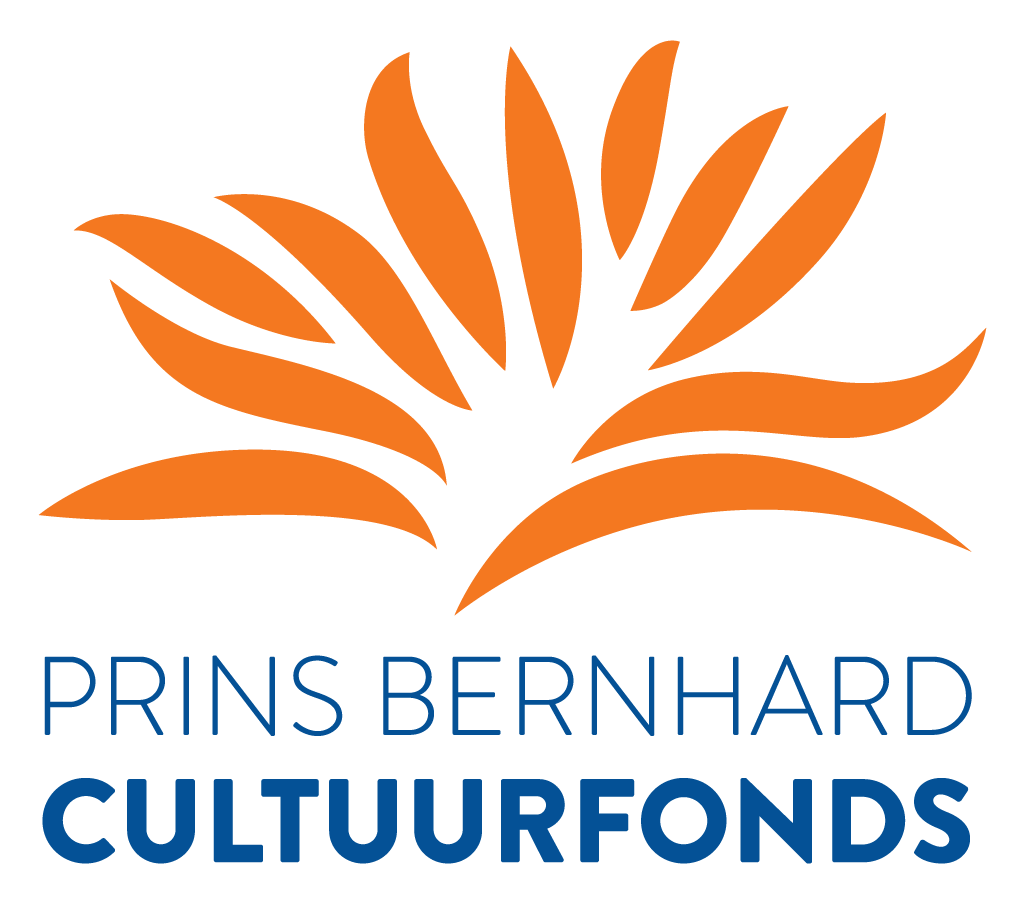
Altes Logo bis November 2023

## Organisation
Der Cultuurfonds verfügt über ein nationales Büro im Kulturzentrum De Nieuwe Liefde an der Da Costakade 102 in Amsterdam sowie 12 Niederlassungen in den Provinzen. Der Fonds hat eine Schwesterorganisation namens Het Cultuurfonds Caribisch Gebied.

## Finanzierung
Anfänglich war die jährliche „Anjeractie“ (Nelkenaktion) die Hauptfinanzierungsquelle. Ab 1960 erhält der Fonds einen Großteil der Gewinne aus den niederländischen Totowetten und ab 1970 auch der „Giroloterij“ (heute BankGiro Loterij) und darüber hinaus seit 1974 auch einen Teil der Lottoeinnahmen. Weitere Einnahmen stammen unter anderem aus Schenkungen, Spenden und Vermächtnissen sowie aus Kapitalerträgen. Für die Aktivitäten des Fonds standen im Jahr 2006 rund 17 Millionen Euro (auf Jahresbasis) zur Verfügung. Im Jahr 2018 waren dies 38 Millionen Euro, im Jahr 2021 40 Millionen Euro; davon stammten rund 21 Millionen Euro von den Lotterien. Über acht Millionen Euro benötigt die Organisation für ihren Betrieb (Gebäude, Personalkosten, Pensionen u. a.)

## Aktivitäten
Der Kulturfonds unterstützt jährlich über 4.000 kulturelle Projekte in den Bereichen darstellende und bildende Kunst, Denkmalpflege, Geschichte und Literatur sowie Naturschutz. Darüber hinaus vergibt der Fonds Stipendien an junge Talente und unterstützt Musiker und bildende Künstler.

## Preise
Der Cultuurfonds vergibt jedes Jahr mehrere Preise.

### Zilveren Anjer
Seit 1950 überreicht der Fonds eine besondere Auszeichnung, die Zilveren Anjer (Silberne Nelke), an Personen, die einen selbstlosen Beitrag zur niederländischen Kultur oder zur Kultur der Niederländischen Antillen geleistet haben. Jedes Jahr werden maximal fünf Personen mit der Silbernen Nelke ausgezeichnet. Jeder kann Kandidaten vorschlagen. Bis 2004 wurden die Silbernen Nelken jährlich von Prinz Bernhard persönlich verliehen. Nach seinem Tod im selben Jahr wurde diese Aufgabe von seiner Tochter Königin Beatrix übernommen.

### Weitere Preise

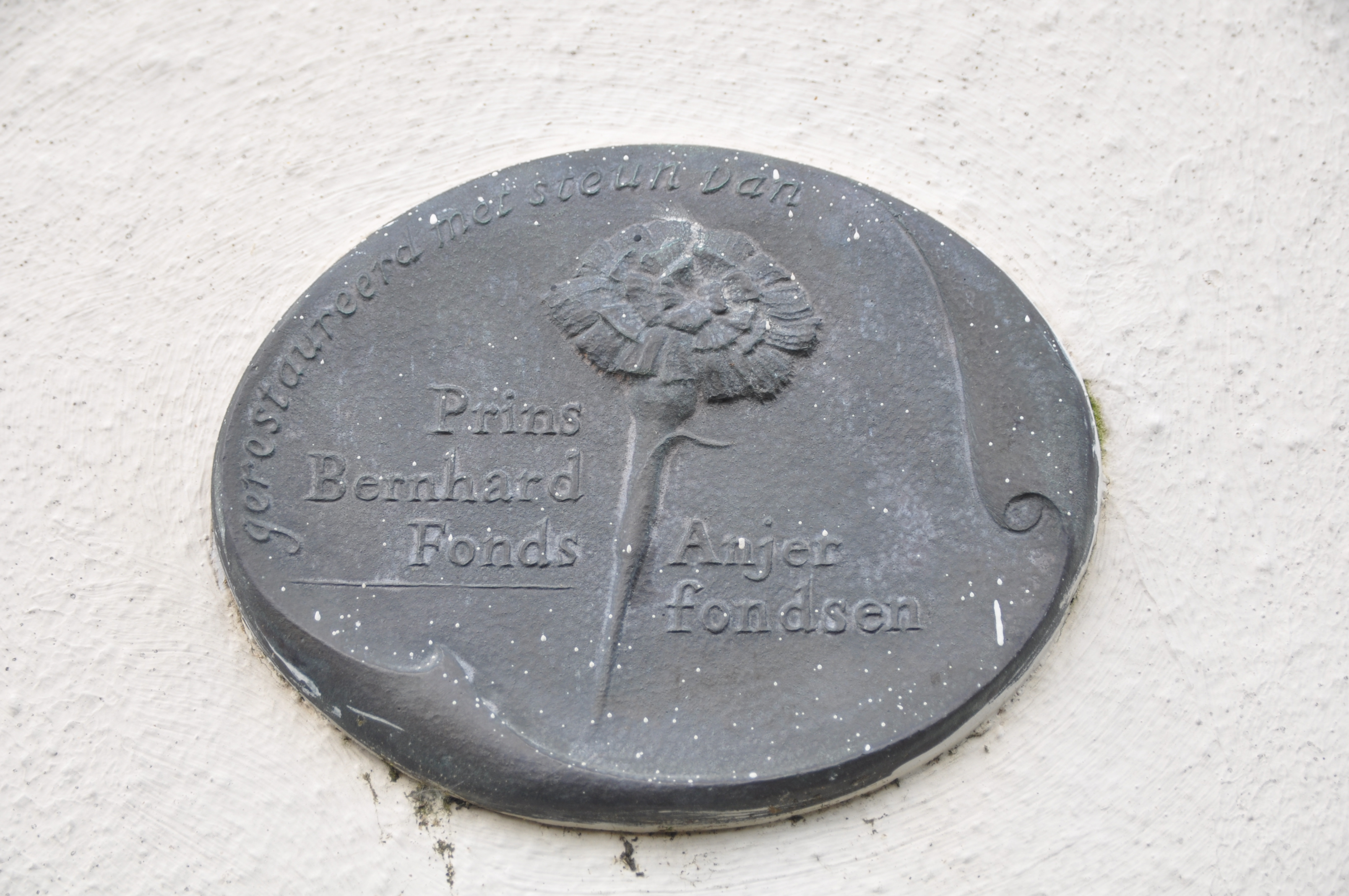
Plakette des Prins Bernhard Cultuurfonds an der Mühle De Hoop (Zoetermeer)

Weitere vom Fonds verliehene Preise sind:
- Cultuurfonds Prijs Oeuvrepreis für eine Person, die einen besonderen Beitrag zur Kultur oder Natur in den Niederlanden geleistet hat
- Martinus Nijhoff Vertaalprijs (nach Martinus Nijhoff) Cultuurfonds Prijs für Literaturübersetzungen (seit 1955)
- Charlotte Köhler Prijs (für das Talent, 35 Jahre  in bildender Kunst und Theater aktiv gewesen zu sein)
- David Röellprijs Cultuurfonds Preis für Bildende Kunst (seit 1963)
- Anna Blaman Prijs (nach Anna Blaman) für Literatur um Rotterdam (seit 1966)
- Cultuurfonds Monumentenprijs (Denkmalpreis, seit 1984)
- Cultuurfonds Prijs voor Natuurbehoud (Naturschutz, seit 1994)
- Cultuurfonds Muziekprijs (Musikpreis, seit 1992)
- Cultuurfonds Prijs voor de Geesteswetenschappen (für Geisteswissenschaften, seit 1992)
- Cultuurfonds Prijs voor Toegepaste Kunst en Bouwkunst (für Angewandte Kunst und Architektur, seit 1993)
- Cultuurfonds Prijs voor Kunst- en Cultuureducatie (für Kunst- und Kulturausbildung, seit 1992)
- Cultuurfonds Theaterprijs (seit 1992)
- BankGiro Loterij Museumprijs (seit 1990 die Weiterführung des Museumspreises des Prinz Bernhard Kulturfonds)

### Stipendien
- Conservatoren Stipendium, Förderung der wissenschaftlichen Forschung und Erleichterung von Arbeitserfahrungen für junge Kuratoren in niederländischen Kunstmuseen.
- Cultuurfonds Mode Stipendium (seit 2011)
- Documentaire Stipendium, Für einen Dokumentarfilmer, um einen neuen Film zu machen.
- Cultuurfonds Pop Stipendium, Beim Noorderslag-Festival wird dieses Stipendium in Höhe von 10.000 Euro als Anreiz für den Gewinner vergeben, sich künstlerisch weiterzuentwickeln. Zu den Gewinnern gehören Ronnie Flex (2018) und Thomas Azier (2019).
- Sofa Fonds, für professionelle Möbeldesigner und Möbelbauer sowie Berufsneulinge.
- Wim Bary Stipendium, für talentierte Theatermacher unter 35 Jahren.
- Theater Stipendium Für begabte junge Theatermacher zur Entwicklung einer Theaterproduktion.
- TheaterTekstTalent Stipendium für Dramatiker, für ihre Arbeit an neuen Stücken.
- Margit Wildund Stipendium, wird alle zwei Jahre an ein junges Gesangstalent verliehen.